# José Maria Ricciardi
José Maria do Espírito Santo Silva Ricciardi (27 de outubro de 1954) é um economista e banqueiro português.

## Família
Descendente da família Holtreman, é filho de António Luís Roquette Ricciardi (Chuca) (Camões, Lisboa, 6 de abril de 1919 - 27 de janeiro de 2022), primeiro-tenente da Marinha especializado em Aviação (observador aeronáutico), na reserva desde 25 de Setembro de 1957, gestor de sociedades e banqueiro, de ascendência italiana e francesa, bisneto do 1.º Visconde de Alvalade e sobrinho-bisneto do 1.º Barão de Salvaterra de Magos, e de sua mulher (Cascais, 24 de Setembro de 1945) Vera Maria (Verinha) Cohen do Espírito Santo Silva (São Mamede, Lisboa, 12 de Outubro de 1924 - 2 de Novembro de 1998), de ascendência judaica sefardita e italiana, neto materno de Ricardo Ribeiro do Espírito Santo Silva e de sua mulher Mary Pinto de Morais Sarmento Cohen, de ascendência judaica sefardita, meia-sobrinha do 1.º Barão de Sendal, primo de Maria João Bustorff e primo-tio em segundo grau de Patrícia Brito e Cunha e Ana Brito e Cunha.
É primo de Ricardo Salgado.

## Biografia
José Maria Ricciardi é licenciado em “Sciences Economiques Appliquées”, pelo Instituto de Administração e Gestão da Faculdade de Ciências Económicas, Políticas e Sociais, da Universidade Católica de Louvain – Bélgica. A sua tese de curso intitula-se “La Banque et la Prise de Décision d’Octroi de Crédits d’Investissement”.
Ricciardi dedicou quase totalidade da sua carreira profissional ao sector da banca. No final da década de 70, integrou o Banco Inter-Atlântico, S.A., no Rio de Janeiro. Entre 1981 e 1983 foi financial controller na sede europeia do Grupo Espírito Santo (GES), assegurando a função de Assistente do General Financial Controller do GES a nível mundial. Em 1983, assumiu o cargo de director adjunto do Bank Espírito Santo International Limited e em 1987 foi nomeado Director da Direcção de Merchant Banking do Banco Internacional de Crédito, S.A. (BIC).
No arranque da década de 90, exerceu as funções de director-geral adjunto da Direcção Geral de Empresas e director da Direcção de Mercado de Capitais do BIC. A entrada na banca de investimento aconteceu em 1992, ano em que foi nomeado Administrador da Espírito Santo Sociedade de Investimentos, S.A. (BESI), hoje  Haitong Bank, S.A.. Três anos depois, assume a Vice-Presidência do Conselho de Administração do Banco, mas só em 2003 assumiu o cargo como Presidente da Comissão Executiva.
Na altura em que conseguiu, em conjunto com a sua equipa, vender o BESI ao Haitong Group de Shanghai, o segundo maior banco de investimento da China, nos finais de 2014, princípio de 2015, essa operação teve como resultado a entrada de cerca de 1,15 mil milhões de euros no Novo Banco, entre aquisição do capital e pagamento de empréstimos do Novo Banco ao BESI. Aumentou ainda o capital do Novo Banco em cerca de 65 pontos base e foi considerada uma operação excepcional pela World Finance, uma das revistas mais prestigiadas do mundo, que atribuiu a José Maria Ricciardi, na Bolsa de Londres, o prémio de "Banqueiro Europeu do Ano" em 2016.

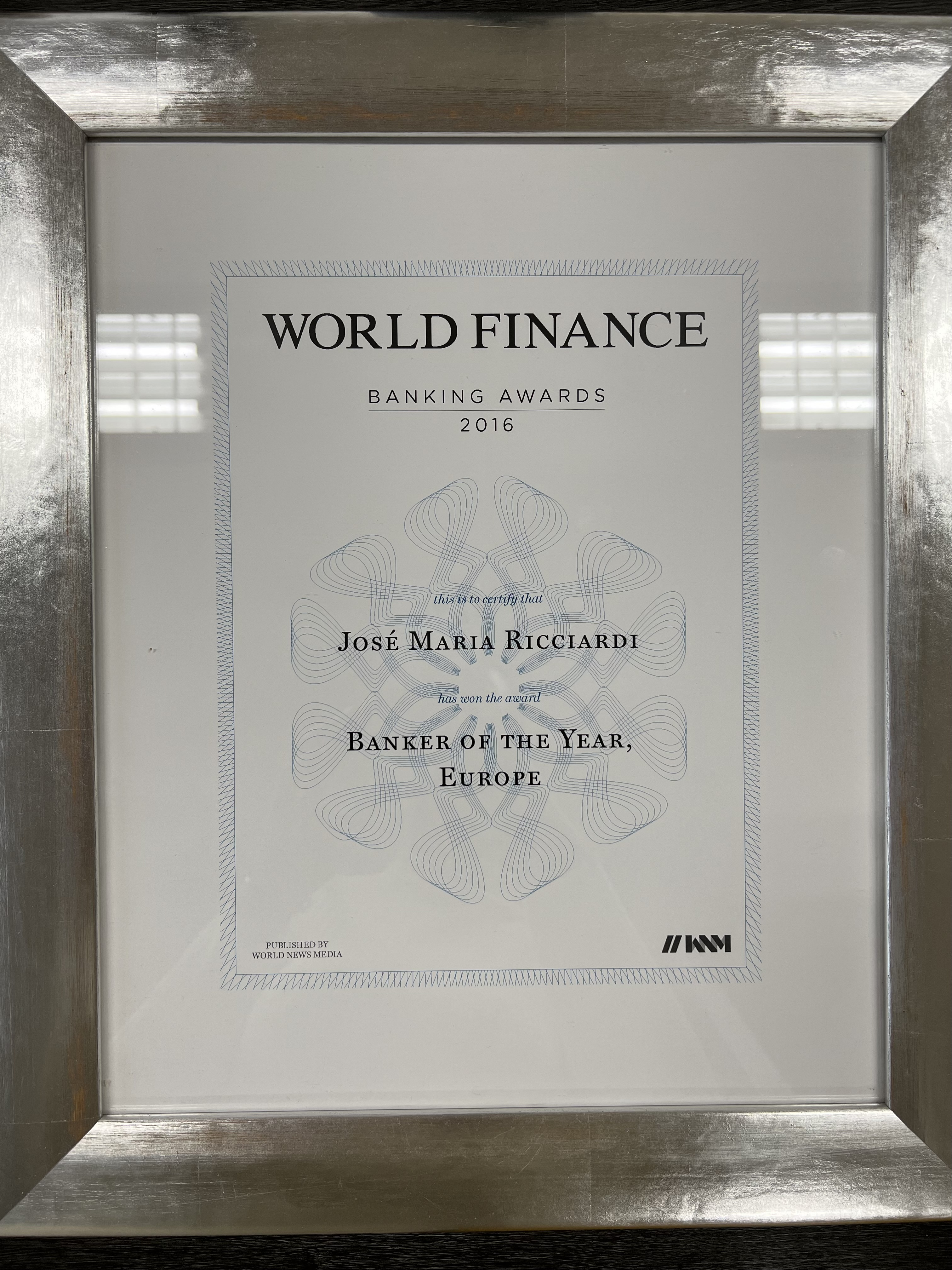
Imagem do Prémio de "Banqueiro Europeu do Ano" atribuído em 2016 a José Maria Ricciardi pela World Finance, uma das revistas mais prestigiadas do Mundo.

No final de 2014, a empresa chinesa Haitong International Holdings Limited comprou o BESI e manteve José Ricciardi como presidente executivo do banco. O próprio lembra que foi presidente da Comissão Executiva do BESI e depois do Haitong até Dezembro de 2017. Renunciou nessa altura à presidência do Banco, não por razões de idoneidade, mas por sustentar uma visão estratégica para o Banco muito diferente daquele que depois foi chairman do Haitong Group e que veio posteriormente a ser afastado.
Em 2015, depois de ter mudado de acionista, passando para o controlo de um grupo chinês, o Haitong Bank apresentou prejuízos de 98,3 milhões de euros e em 2016 apresentou prejuízos de 96 milhões de euros, acumulando assim 194,3 milhões de euros de prejuízos. Depois de entrar em rutura com o chairman, José Maria Ricciardi foi substituído por Hiroki Miyazato no final de 2016 como presidente executivo do Haitong Bank. Como referido anteriormente, Miyazato foi afastado apenas um ano depois de ter sido nomeado.
José Maria Ricciardi, que se encontrava na altura na corrida à presidência do Sporting e já sem ligação ao Haitong, explicou que a mudança se justificou pela alteração do modelo de gestão do banco de investimento, que passou a ser liderado por Hiroki Miyazato e auditado pela Deloitte. A própria KPMG destaca a mudança acionista (para controlo de um grupo chinês) como parte da explicação e reforça que deixou nota para essa situação.
Em Fevereiro 2018, Ricciardi regressa à banca de investimento como partner e acionista da empresa Optimal Investments.
José Maria Ricciardi tem uma ligação profissional e familiar extensa ao Sporting Clube de Portugal. O seu tio-avô foi José Alvalade, sócio fundador do Clube. Ricciardi foi membro do Conselho Fiscal do Sporting Clube de Portugal nos mandatos de Pedro Santana Lopes (1995-1996), José Roquette (1996-2002), Dias da Cunha (2002-2006), Filipe Soares Franco (2006-2009), José Eduardo Bettencourt (2009-2011) e Godinho Lopes (2011-2013).
Em Agosto 2018, apresentou a sua candidatura à presidência do Sporting Clube de Portugal. No dia 9 de Setembro 2018, ocorreram as eleições do Sporting Clube de Portugal, com a vitória de Frederico Varandas.

## Processo BES/GES (Universo Espírito Santo)
Depois da falência do Banco Espírito Santo, foi criada uma Comissão Liquidatária do BES. Esta comissão aponta Ricardo Salgado como “determinando, sozinho ou em co-autoria, as principais acções" que levaram à falência do Banco. As práticas eram inicialmente atribuídas também aos ex-membros da comissão executiva do banco: José Manuel Espírito Santo, Morais Pires, José Maria Ricciardi, António Souto, João Freixa, Joaquim Goes, Jorge Martins, Rui Silveira e Stanislas Ribes - e a três responsáveis do grupo: Manuel Fernando Espírito Santo, Pedro Mosqueira do Amaral e Ricardo Abecassis, apesar de serem considerados diferentes níveis de responsabilidade. De acordo com a comissão, as condutas de Ricardo Salgado na gestão do banco "terão gerado um prejuízo global para o BES de 5,9 mil milhões de euros, o que conduziu, ou agravou, inelutavelmente, a situação de insolvência em que se encontra".
Porém, José Maria Ricciardi reafirmou-se sempre de consciência tranquila, respondendo ter feito um longo caminho nestes últimos 8 anos onde teve algumas vezes que provar a sua inocência como Administrador Executivo do BES e Presidente da Comissão Executiva do BESI (Banco Espírito Santo de Investimento, S.A.), além de Administrador Não Executivo da ESI (Espírito Santo Internacional). Acrescentou que nesse longo caminho não foi "acusado nem constituído arguido em nenhum dos processos", com a excepção de uma coima reduzida por negligência leve, num processo contraordenacional do Papel Comercial da ESI e Rio Forte, tendo o Banco de Portugal mantido sempre a sua "idoneidade como gestor bancário" (Fit and Proper), num comunicado de 20 de Junho de 2014, por considerar que esta coima, sem significado relevante, era pouco significativa.
Ricciardi refutou a responsabilidade direta na execução de um sistema de controlo interno no BES, acrescentando que o mesmo respondia às exigências da regulamentação vigente. Para além disso, pediu a nulidade da acusação que lhe foi feita pelo Banco de Portugal, afirmando que "uma pretensa infração que tenha cometido será também da responsabilidade do supervisor", ou seja, do próprio Banco de Portugal.
Em 2018, a consultora Deloitte reabriu as contas de 2015 e reviu em alta os prejuízos desse ano: os números quase triplicaram de 35,4 milhões de euros de prejuízos para 98,3 milhões de euros em prejuízos, devido a imparidades não reconhecidas nas contas pela anterior consultora KPMG. O próprio Ricciardi explicou na altura que esta mudança se justificou na altura pela alteração do modelo de gestão do banco de investimento, que passou a ser chinês, liderado por Hiroki Miyazato e auditado pela Deloitte.
No que diz respeito ao outro importante regulador dos mercados e da actividade financeira, a Comissão do Mercado de Valores Mobiliários (CMVM), José Maria Ricciardi foi absolvido ou nem sequer constituído arguido em todos os processos contraordenacionais que foram colocados aos Administradores do BES (Proc. nº 7/2017).
No que se refere à vertente mais importante de todos estes gravíssimos acontecimentos do BES/GES, o Ministério Público ilibou José Maria Ricciardi de qualquer acto criminal em todos os processos relativos ao universo BES/GES (que são vários para além do principal). Isto depois de investigações aprofundadas em mais de 10 países com equipas conjuntas de vários procuradores, de membros do Banco de Portugal, da CMVM e da Autoridade Tributária, que duraram cerca de 6 anos.
Ricciardi não é arguido em qualquer processo. Pelo contrário, é testemunha de acusação escolhida e apresentada pelo Ministério Público em diversos processos do universo BES/GES (Proc. BES/GES nº 324/14). Foi absolvido também em todos os processos cíveis.